# Mei Qing

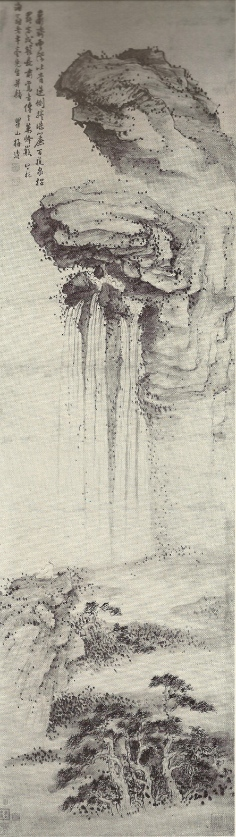
" Cascada brollant des d'un penya-segat" (Museu d'Antiquitats d'Estocolm)

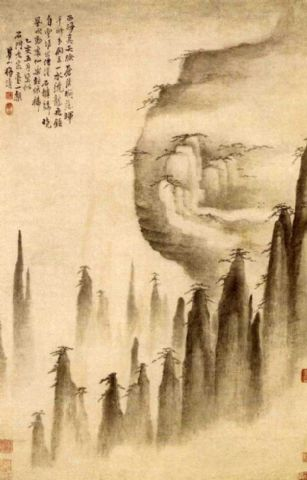
Dos Immortals a Huangshan

Mei Qing (xinès simplificat: 梅清; xinès tradicional: 梅清; pinyin: Méi Qīng), conegut també com a Yuangong i Qushan, fou un pintor, cal·lígraf i poeta xinès que va viure sota la dinastia Qing. Va néixer a Xuanchen, província d'Anhui vers l'any 1623 (alguna font menciona el 1624) en una família d'artistes. Va morir el 1697. Va ser amic de Shitao l'artista més conegut de la tendència individualista.
Mei va destacar com a pintor paisatgista que s'inspirà,per als seus temes,en la Muntanya Groga, lloc que havia visitat diverses vegades. Tenia fama pintar-les de memòria. Com artista va aprendre de Wang Meng- Va crear un estil propi i brillant que va influir a Shitao. Feia servir el pinzell sec i línies ondulants. De les seves obres, entre altre, destaca “El cim Tiandu”. Es troben obres d'aquest pintor als museu següents: Acadèmia d'Art de Honolulu (Estats Units), Museu d'Antiguitats de l'Extrem Orient d'Estocolm (Suècia), Museu d'Art de Cleveland (Estats Units), Museu Guimet de París (França), Museu del Palau de Pequín (Xina) i Museu de Xangai (Xina).